# 愛德華·沃爾特·蒙德
愛德華·沃爾特·蒙德（1851年4月12日—1928年3月21日），英格蘭天文學家，最著名的學術貢獻即是他在太陽黑子與太陽磁力週期上的研究中，標示出1645－1715年間的特殊性，而這個期間即是後來以他命名的蒙德極小期。

## 早期生活與私生活
愛德華·沃爾特·蒙德出生於1851年的倫敦，是循道會中一位神職人員最小的兒子。他進入倫敦國王學院就讀，但並未畢業。他在倫敦銀行界找到一個工作來支持他的研究的財務支出。
愛德華·蒙德結過兩次婚。1873年，蒙德回到格林尼治天文台，在喬治·比德爾·艾里之下擔任光譜助理的職務。接著很快地，在1875年與艾蒂絲·漢娜·布斯丁（Edith Hannah Bustin）結婚，他們兩個共生下6個小孩。在艾蒂絲·漢娜於1888年過世之後，他於1890年認識了安妮·史考特·蒂歐·羅素，她是他後來餘生一起合作的數學家。他們兩個於1895年結婚，但不曾有小孩。1916年，安妮·蒙德成為英國皇家天文學會（Royal Astronomical Society）第一位女性成員。
愛德華·蒙德也是一位備受尊敬的聖經學者。

## 太陽觀測

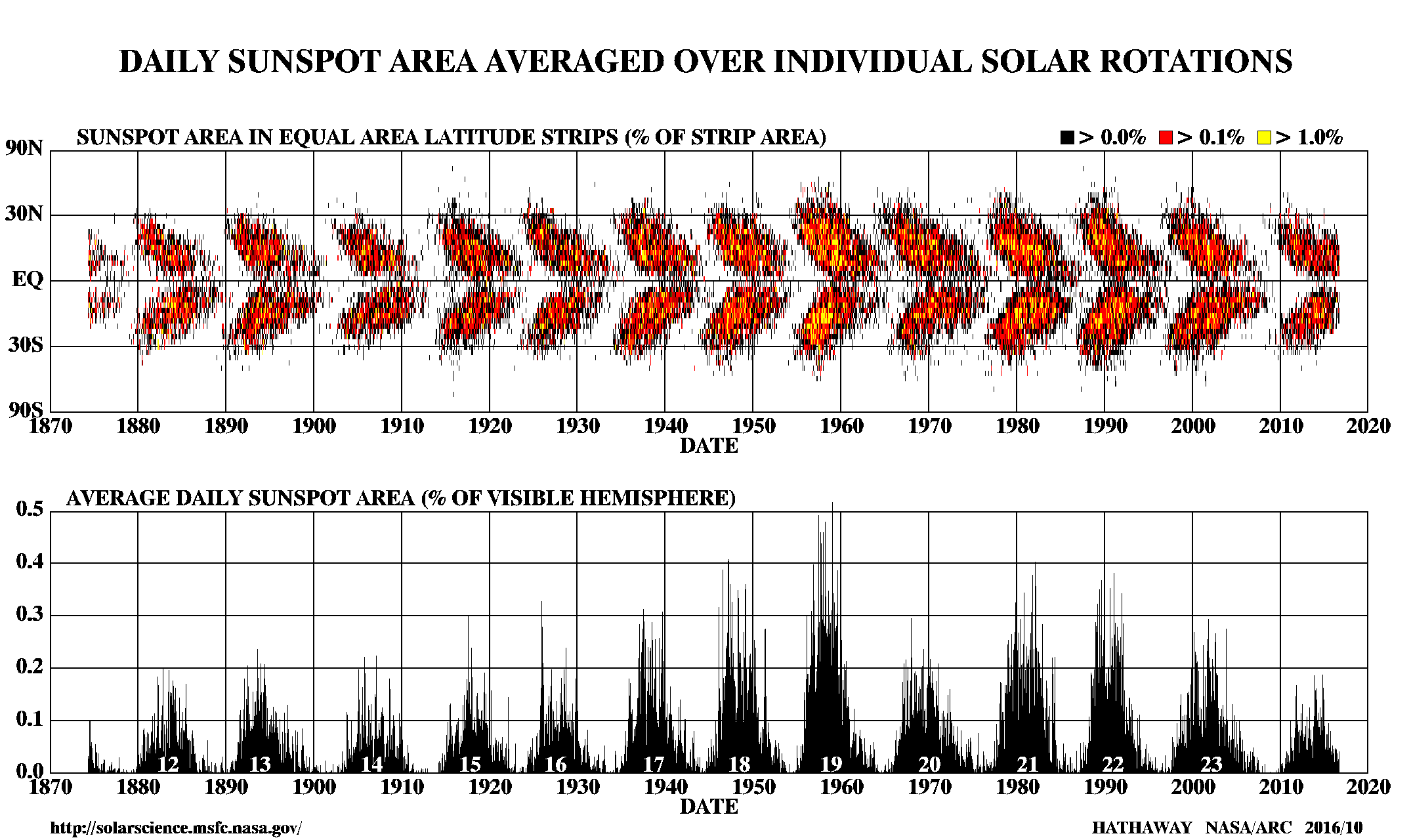
圖二:現代版的蒙德太陽黑子「蝴蝶圖」（butterfly diagram）。此版本來自於美國國家航空暨太空總署馬歇爾太空飛行中心的太陽小組。

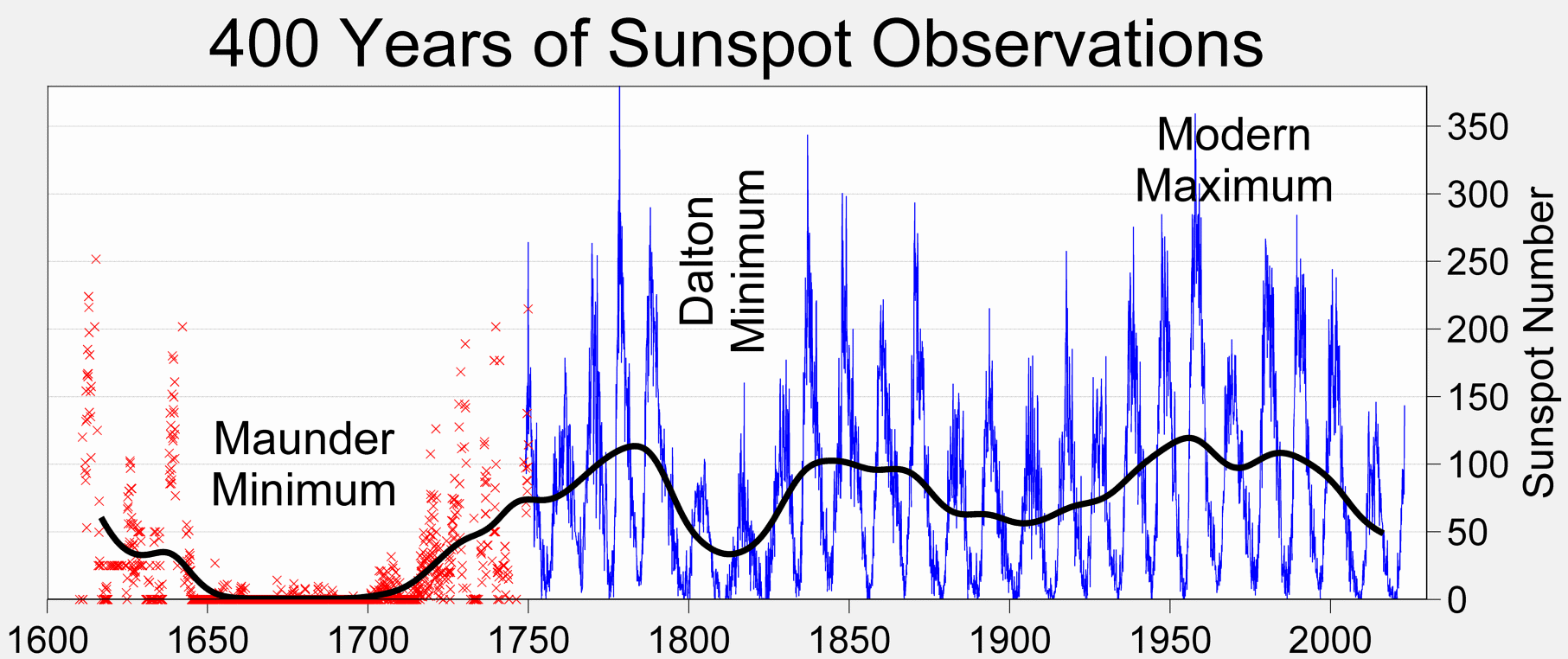
1600年至2000年所觀測的太陽黑子的數量，紅色部分即「蒙德極小期」。

蒙德在格林尼治天文台的部分工作包括了太陽黑子的攝影與量測，在進行攝影與量測的過程中他發現太陽黑子出現於太陽的緯度變化是呈現規則的11年週期。1891年後，他獲得畢業於劍橋大學格頓學院（Girton College, Cambridge）的數學家，也是他第二任妻子安妮·史考特·蒂歐·蒙德（Annie Scott Dill Maunder,née Russell）的協助。她於1890年至1895年工作於天文台的「女性計算者」（lady computer）的職務。1904年，他發表了他們的共同研究成果，以所謂的「蝴蝶圖」表示。
在古斯塔夫·施波雷爾（Gustav Spörer）標示出1400年至1510年為太陽黑子活動極少的期間（即是施波雷爾極小期，Spörer Minimum）之後，蒙德從天文台的檔案中整理舊有的觀測紀錄來確定是否有其他這樣的期間。這個研究工作使他於1893年公佈出他的研究成果，找到另一個太陽極小期，即是後來以他命名的「蒙德極小期」。

## 其他天文觀測

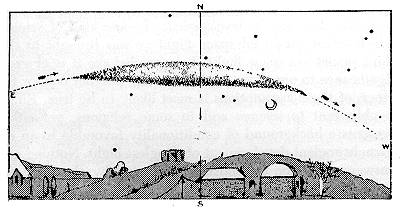
於1882年11月17日發生的異象，由蒙德觀測到並且描述於《天文台》（The Observatory）1883年6月號（pp. 192-193）與1916年4月號（pp. 213-215），他將此現象命名為「極光光束」（auroral beam）與「奇異的天上訪客」（a strange celestial visitor）。該圖由也觀測到該現象的英國薩里郡豬背天文台（Guildown Observatory）的天文學家與極光專家藍德·卡彭（Rand Capron）所繪。來自於《哲學雜誌》（Philosophical Magazine）1883年5月號

1882年，蒙德觀測到他所謂的「極光光束」（auroral beam），是當時還無法解釋的現象，它也許是早期夜光雲與上正切暈弧（Upper tangent arc）的觀測紀錄。

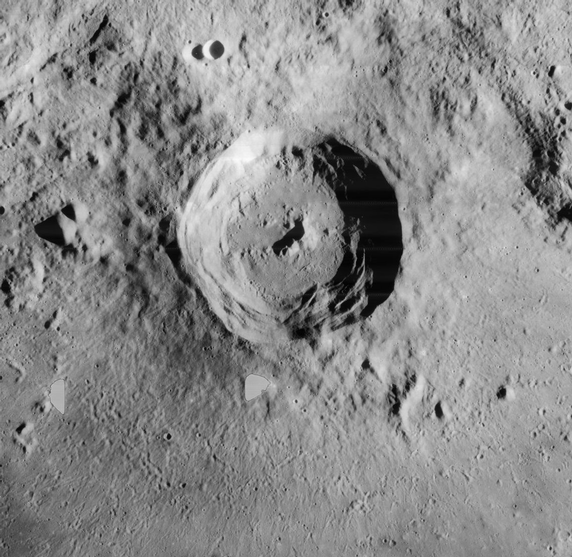
月球上以蒙德夫婦的名字命名的蒙德環形山

他觀測火星，也是火星運河主張的懷疑論者。他利用標示的圓盤進行了一些視覺的實驗，而得到這樣的結論。事實上，這些看見運河的情形其實是一種錯視。他也承認火星上並不像「我們的世界」一樣有生命，因為火星並沒有平衡溫度的風以及過低的平均溫度。在火星與月球上的蒙德撞击坑（Maunder Martian crater）和蒙德环形山（Maunder lunar crater）兩座隕石坑皆是以蒙德夫婦為命名，來紀念他們的貢獻。

## 英國天文協會的建立
1890年，蒙德成為英國天文協會（British Astronomical Association）建立的主要驅使動力。雖然他從1875年起就已經是英國皇家天文學會的資深會員（fellow），但是他依然希望建立一個天文學家的協會，這個協會開放給每一個對天文有興趣的人參與，無論這個人的社會階級，特別是對於開放女性成員的參與。
愛德華·蒙德是英國天文協會期刊（Journal of the British Astronomical Association）的第一屆主編，這個職務之後由他的妻子接手。他的哥哥，湯瑪斯·弗里·蒙德（Thomas Frid Maunder，1841年─1935年）是該協會的共同創辦者，也擔任了38年的協會秘書長。

## 出版著作
- Maunder, E. Walter. . London: Hazel, Watson, and Viney, Ld. 1899  [2008年4月17日].
- Maunder, E. Walter. . London: The Religious Tract Society. 1900  [2008年4月17日].
- Maunder, E. Walter. . London: W. Thacker and Co. 1904  [2008年4月17日].
- Maunder, E. W. . Monthly Notices of the Royal Astronomical Society. 1904年, 64: 747 – 761.
- Maunder, E. . New York: Mitchell Kennerley. 1908.
- Maunder, A. and E. . London: Charles H. Kelly. 1910.
- Maunder, E. Walter. . London: T.C. and E.C. Jack. 1912.
- Maunder, E. Walter. . New York: Harper and Brothers. 1913  [2008年4月17日].